# Roméo et Juliette (Tchaïkovski)
Pour les articles homonymes, voir Roméo et Juliette (homonymie).
Roméo et Juliette (en russe : Ромео и Джульетта, Romeo i Djoulietta) est une ouverture fantaisie composée par Piotr Ilitch Tchaïkovski en 1869 d’après le drame de Shakespeare.

## Orchestration
| Instrumentation de Roméo et Juliette                                                                                         |
| Bois |
| 1 piccolo, 2 flûtes, 2 hautbois, 1 cor anglais (seulement les versions de 1870 et de 1880), 2 clarinettes (en la), 2 bassons |
| Cuivres |
| 4 cors (en fa), 2 trompettes (en mi), 3 trombones (2 ténors et 1 basse), 1 tuba                                              |
| Percussions |
| timbales, cymbales, grosse caisse                                                                                            |
| Cordes |
| harpe, premiers violons, seconds violons, altos, violoncelles, contrebasses                                                  |

## Composition
La composition s’étend entre octobre et novembre 1869, mais la partition fut révisée une première fois entre juillet et septembre 1870 et à nouveau en août 1880.
Les premières représentations de la version de 1869 eurent lieu à Moscou, le 4 / 16 mars 1870, sous la direction de Nikolaï Rubinstein. La version de 1870 fut représentée pour la première fois à Saint-Pétersbourg, le 5/17 février 1872, sous la direction d'Eduard Nápravník et celle de 1880 à Tiflis (Tbilissi) le 19 avril/1er mai 1886 sous la direction de Mikhail Ippolitov-Ivanov. C'est la première œuvre du compositeur jouée hors des frontières de la Russie en 1870
La partition est dédiée à Mili Balakirev qui lui avait suggéré de composer un poème symphonique sur ce thème. Son exécution dure environ 20 minutes (versions de 1870 et 1880) ou 17 minutes (version de 1869). Aujourd'hui, la version de 1880 est celle que l'on joue habituellement.
L’œuvre fut un franc succès dès sa création et le compositeur lui-même, habituellement très critique vis-à-vis de ses œuvres, n’hésita pas à dire que c’était une de ses plus belles partitions.
L'ouverture fantaisie de Roméo et Juliette possède deux grands thèmes musicaux : d'une part la discorde et la haine opposant les Capulet aux Montaigu (thème principal) et d'autre part l'amour (thème secondaire). Ces deux mélodies sont ponctuées par le thème de la mort. Le thème de l'amour est subdivisé en deux parties : la première représente Roméo qui symbolise la passion et le second Juliette qui symbolise la tendresse.

## Remarque
En 1881, Tchaïkovski esquisse un opéra basé sur la pièce de Shakespeare en utilisant les thèmes de l'ouverture-fantaisie. Ce projet n'aboutira jamais.

## Enregistrements
Cette œuvre a été enregistrée de multiples fois (plus de 70) mais concerne quasi exclusivement la version finale. Le premier en date est celui de Leopold Stokowski à la tête de l'Orchestre de Philadelphie, datant de 1929. Seul, Geoffrey Simon dirigeant l'Orchestre symphonique de Londres a enregistré la version initiale de 1869.

## Dans la culture populaire
L'Ouverture de Roméo et Juliette est utilisée dans des films et séries comme Columbo, Le Chanteur de Jazz, Moonraker, Les Simpson, Les Tiny Toons,  Le Prince de Bel-Air, Taz-Mania, Ren et Stimpy, Animaniacs, Clueless, South Park, Bob l'éponge, entre autres.
Le compositeur Walter Murphy arrange une version disco de l'Ouverture de Roméo et Juliette dans son album Walter Murphy's Discosymphony sorti en 1979.